# Марийская правда
«Марийская правда» — общественно-политическая газета Республики Марий Эл, издающаяся на русском языке. Основана в 1921 году. Одно из первых печатных изданий на территории Марий Эл.
Является официальным органом опубликования нормативных правовых актов Республики Марий Эл.
Учредители — Правительство Республики Марий Эл и ОАО «Газета „Марийская правда“».

## Тематика
Выходит дважды в неделю (во вторник и пятницу) на 24 и 16 полосах формата А3. Распространяется по подписке и в розницу. Наряду с новостями региона, предлагает читателям и другие разнообразные материалы: от аналитических статей на политические и экономические темы, до житейских историй, обзоров культурных и развлекательных мероприятий, литературного творчества читателей.

## История издания
В феврале 1921 году первая Марийская областная партконференция приняла решение об организации типографии в городе Краснококшайске (ныне — Йошкар-Ола) для выпуска газеты обкома партии и ревкома. Первый номер «Известий Марийского исполнительного комитета крестьянских и красноармейских депутатов и областного комитета РКП(б)» вышел 28 августа 1921 года. Газета выходила два раза в неделю, хотя у редакции не было своего помещения.
До 1931 года газета выпускалась под названиями «Голос Мари», «Бюллетень-газета», «Марийская деревня». Современное название газета носит с 24 января 1931 года.
С 24 июня 1937 года газета стала выходить как орган обкома ВКП(б), Йошкар-Олинского горкома ВКП(б) и горсовета. Постановлением ЦК Марийского обкома КПСС от 24 апреля 1963 года создана объединённая редакция республиканских газет «Марийская правда» и «Марий коммуна». С этого времени газета «Марийская правда» выходила как орган Марийского обкома КПСС, Верховного Совета и Марийской АССР.
В 1971 году газета была награждена орденом «Знак Почёта». Тираж газеты в те годы достигал 77 тысяч экземпляров.
На основании постановления Государственного собрания Республики Марий Эл от 27 апреля 1994 года был утверждён устав редакции газеты «Марийская правда». Редакция газеты «Марийская правда» была образована в соответствии с Законом Российской Федерации «О средствах массовой информации». Учредителями газеты стали Правительство Республики Марий Эл, Государственное Собрание и трудовой коллектив редакции газеты «Марийская правда».
В 1998 году создан интернет-сайт газеты «Марийская правда» www.marpravda.ru. С 2016 года сайт получил статус сетевого издания.
В мае 1999 года редакция газеты «Марийская правда» преобразована в государственное унитарное предприятие «Газета „Марийская правда“».
В марте 2005 года постановлением Правительства Республики Марий Эл ГУП «Газета „Марийская правда“» стало Открытым акционерным обществом «Газета „Марийская правда“».
До 2014 года была ежедневным изданием (кроме воскресенья и понедельника). С 2015 года газета выпускается два раза в неделю, 16 полос и 24 полосы.
В 2019 году «Марийская правда» выступила официальным информационным партнёром III Всероссийской летней Спартакиады инвалидов в Йошкар-Оле. По ходу проведения мероприятия редакцией подготовлено и опубликовано 123 материала в газете «Марийская правда», 526 в сетевом издании «Марийская правда», в 462 в социальных сетях издания. Отправлено 857 писем с новостями в 477 медиа 65 регионов России. По итогам Спартакиады «Марийская правда» выпустила специальный выпуск газеты, посвящённый спортивному форуму.
В 2021 года «Марийская правда» начала масштабный проект по оцифровке бумажного архива издания с 1921 года. Проект реализуется совместно с МарНИИЯЛИ им. В. М. Васильева и Национальной библиотекой им. С. Г. Чавайна. Полосы в формате .pdf выложены в свободный доступ на сайте издания.
В 2021 году «Марийская правда» вошла в число победителей профессионального конкурса «10 лучших газет России — 2021», проводимого Союзом журналистов России и редакцией журнала «Журналистика и медиарынок».
В июле 2023 года «Марийская правда» стала победителем в номинации «10 лучших онлайн-моделей российской прессы» в конкурсе «10 лучших газет России - 2023».
ОАО «Газета „Марийская правда“» является крупным медиахолдингом региона и выпускает следующие издания:
- Общественно-политическое издание «Марийская правда» (выход по вторникам и пятницам),
- газета «Молодёжная жизнь в Марий Эл»,
- газета «Марийская правда. Официальный еженедельник»,
- газета «Наш город Волжск»,
- газета для школьников «Кипяток»
- сетевое издание «Марийская правда».

## Главные редакторы «Марийской правды»
Главные редакторы:
- Мухин (Сави) Владимир Алексеевич — общественный деятель, писатель, учёный
- Чавайн Сергей Григорьевич — марийский писатель, основоположник марийской литературы
- Болодурин Александр Алексеевич — общественный деятель, журналист, поэт, писатель
- Васильев — ответственный редактор газеты «Голос мари»
- Эшкинин Андрей Карпович — общественный деятель, журналист, писатель-публицист
- Лебедев Н. Д. — ответственный редактор газеты «Марийская деревня»
- Ашкенази Марк Борисович — журналист
- Папков В. В. — ответственный редактор газеты «Марийская правда»
- Курмаев Г. И. — ответственный редактор газеты «Марийская правда»
- Алёшин Г. И. — врио ответственного редактора газеты «Марийская правда»
- Докучаев Андрей Павлович — ответственный редактор газеты «Марийская правда»
- Кашников Андрей Фёдорович — административный руководитель
- Маракулин Дмитрий Фёдорович — партийно-административный руководитель
- Крылов Игорь Павлович — журналист
- Ведерников Иван Андреевич — журналист, учёный-историк, педагог
- Копит Борис Савельевич — журналист
- Кавалеров Тимофей Ильич — государственный и общественный деятель
- Бучкин Борис Алексеевич — журналист
- Карташов Вадим Николаевич — партийный и общественный деятель, журналист, поэт
- Мальцев Владимир Энгельсович — журналист, писатель, общественный деятель
- Панченко Василий Васильевич — деятель культуры, журналист
- Дружинин Сергей Александрович — журналист, общественный деятель
- Кузнецов Евгений Иванович[9] — деятель культуры, общественный деятель, журналист

## Журналисты «Марийской правды»
Сотрудники «Марийской правды», отмеченные наградами:
- Орден «Знак Почёта» (1966, 1971), заслуженный работник культуры РСФСР (1971)
  - Карташов В. Н. — главный редактор
- Заслуженный работник культуры РФ
  - Кочергин В. И. — заместитель главного редактора
- Медаль ордена «За заслуги перед Республикой Марий Эл»
  - Марышев В. М. — редактор по вопросам промышленности, транспорта и связи
  - Панченко В. В. — генеральный директор — главный редактор
- Заслуженный журналист Республики Марий Эл
  - Аристова И. В. — заместитель главного редактора
  - Бирючёва О. В. — редактор по вопросам социальной жизни
  - Емельянов Г. Ф. — редактор
  - Кочергин В. И. — заместитель главного редактора
  - Кулишова Н. Л. — обозреватель по вопросам социальной защиты
  - Мальцев В. Э — главный редактор
  - Марышев В. М. — редактор по вопросам промышленности, транспорта и связи
  - Москвина И. В. — обозреватель
  - Панченко В. В. — генеральный директор — главный редактор
  - Чистополов В. И. — ответственный секретарь
  - Шахтарин Д. В. — собственный корреспондент
- Заслуженный работник культуры Республики Марий Эл
  - Барабанова З. П. — заведующая отделом подписки
  - Кузнецов Е. И. — заместитель главного редактора[10]
  - Ласточкина М. В. — исполнительный директор[11]
  - Мальцева Т. Н. — заместитель ответственного секретаря
  - Пушкарёва И. Г. — корректор[12]
- Заслуженный работник автомобильного транспорта Республики Марий Эл
  - Назаров В. В.